# Sathytes liuyei
Sathytes liuyei is een keversoort uit de familie van de kortschildkevers (Staphylinidae). De wetenschappelijke naam van de soort werd voor het eerst geldig gepubliceerd in 2019 door Shen en Yin.